# Тарахонич Дмитро Михайлович
Дмитро Михайлович Тарахонич (нар. 17 жовтня 1915, село Репинне Волівського округу, тепер Хустського району Закарпатської області — 6 липня 1979, місто Ужгород) — український радянський діяч, секретар Закарпатського обласного комітету КП(б)У, 1-й секретар Ужгородського районного комітету КПУ Закарпатської області.

## Біографія
Народився в селянській родині. Після закінчення горожанської школи з 1932 по 1935 рік навчався в Мукачівській торговельній школі, звідки був виключений за «бунтарські» погляди.
Член Комуністичної партії Чехословаччини з лютого 1935 року. У 1935 році закінчив тримісячні партійні курси Комуністичної партії Чехословаччини в місті Мукачево.
З 1935 по 1937 рік проводив комуністичну організаторську роботу на Перечинщині під час підготовки і проведення виборів до чехословацького парламенту. Був одним із керівників комуністичної Підкарпатської спілки молоді, співробітничав у газеті «Карпатська правда». З 1937 по 1940 рік служив у чехословацькій армії.
У 1940 році перейшов угорсько-радянський кордон та емігрував до СРСР, де до 1941 року працював інструктором Державного банку СРСР у місті Вінниці.
Влітку 1941 року вступив до Червоної армії, потрапив у полон під містом Умань, до 1943 року перебував у таборах військовополонених. У 1943 році визволений із табору Червоною армією. До 1944 року служив добровольцем запасного полку радянського Чехословацького корпусу генерала Людвіка Свободи, учасник німецько-радянської війни.
У 1944 році повернувся на Закарпаття, працював секретарем Воловецького окружного комітету Комуністичної партії Закарпатської України та головою Народного комітету Воловеччини.
На І-й партійній конференції (19 листопада 1944 року) обраний членом ЦК та 2-м секретарем ЦК Комуністичної партії Закарпатської України.
26 листопада 1944 року на І-му з'їзді народних комітетів Закарпаття обраний уповноваженим Народної Ради Закарпатської України із земельних справ.
У січні 1946 — березні 1948 року — заступник голови виконавчого комітету Закарпатської обласної ради депутатів трудящих.
У березні 1948 — вересні 1952 року — 3-й секретар Закарпатського обласного комітету КП(б)У.
У 1952—1955 роках — слухач Вищої партійної школи при ЦК КПУ.
У 1955—1962 роках — 1-й секретар Ужгородського районного комітету КПУ Закарпатської області.
З 1962 року — завідувач Закарпатського обласного відділу організованого набору робітників і переселення.
Потім — на пенсії.
Помер 6 липня 1979 року в місті Ужгороді.

## Нагороди та відзнаки
- старший лейтенант

- два ордени Трудового Червоного Прапора
- орден Червоної Зірки (23.08.1945)
- п'ять медалей